# James Joyce híd
A James Joyce híd (írül: Droichead James Joyce, angolul: James Joyce Bridge) egy közúti híd Dublinban, mely a Liffey folyó felett ível át. A déli Usher's Island rakpartot köti össze az északi oldalon a Blackhall Place-szel.

## Története
A hidat Santiago Calatrava spanyol építész tervezte. A 40 méter hosszú, 30 méter széles acél merevítőtartós ívhidat oldalán két döntött ív merevíti.
A csaknem két év alatt elkészülő, 9 millió euró költségű hidat az Irishenco Construction építette a belfasti Harland and Wolff által előre gyártott acél elemekből.
A híd nevét a híres dublini születésű íróról, James Joyce-ról kapta. A hidat 2003. június 16-án, vagyis Bloomsday napján nyitották meg a forgalomnak. Ironikus módon a híd tervezője nem tudott részt venni a hídavatáson, mivel a közlekedés miatt Calatrava lekéste repülőjét. A híd az Usher's Island rakparton található, melynek 15. számú háza a helyszíne Joyce A holtak című elbeszélésének. Hat évvel később, 2009-ben egy másik Calatrava által tervezett híd is épült a Liffey folyó fölé, a Samuel Beckett híd.